# Sulla punta della lingua
Sulla punta della lingua è il primo album del cantautore italiano Bungaro, pubblicato dall'etichetta discografica RCA nel 1988.
L'album è prodotto da Alessandro Blasetti. Le musiche dei brani sono interamente composte dall'interprete, i testi da Pino Romanelli, mentre gli arrangiamenti sono curati da Andrea Amati e Thierry Matioszek.

## Tracce

### Lato A
1. Sulla punta della lingua
2. Dalla gola
3. Di te
4. Stretti in una morsa persi
5. Tutto esaurito

### Lato B
1. Piatti da lavare
2. In bianco
3. Cosa c'è che non va
4. Ce la farò
5. Iside

## Formazione
- Bungaro – voce, chitarra
- Giancarlo Pesapane – chitarra
- Ezio Zaccagnini – batteria
- Andrea Amati[1] – basso, tastiera, chitarra
- Francesco Sottili – programmazione, elettronica
- Andreas Gummersmach – sax
- Mauro Guidi – sax